# ریزا دورمیسی
ریزا دورمیسی (آلبانیایی: Riza Durmisi؛ زادهٔ ۸ ژانویهٔ ۱۹۹۴) بازیکن فوتبال اهل دانمارک است.
از باشگاه‌هایی که در آن بازی کرده‌است می‌توان به بروندبی، رئال بتیس و لاتزیو اشاره کرد.
وی همچنین در تیم ملی فوتبال دانمارک بازی کرده‌است.